# La signora di Monserau
La signora di Monserau, o anche La signora di Monsoreau, è un cortometraggio muto del 1909 diretto da Mario Caserini.

## Distribuzione
- Finlandia: 4 maggio 1909, come "Diana"
- Francia: ottobre 1909, come "La dame de Monsoreau"
- Germania: 25 settembre 1909, come "Die Gräfin von Monsoreau"
- Italia: aprile 1909, come "La signora di Monserau" o "La signora di Monsoreau"
- Regno Unito: aprile 1909, come "The Lady of Monsoreau"
- USA: ottobre 1909, come "The Lady of Monsoreau"